# Arnaud Ducret
Arnaud Ducret (Rouen, 6 dicembre 1978) è un attore e sceneggiatore francese.

## Biografia
Nel 2013 interpreta Gaby al fianco di Alix Poisson in Genitori - Istruzioni per l'uso, una serie trasmessa su France 2 che gli riserva un pubblico molto vasto. Lo stesso anno interpreta Eric in Les profs e Les profs 2.

## Vita privata
Nel 2012, mentre faceva parte della troupe dello spettacolo musicale Spamalot,  ha incontrato Maurine Nicot, una ballerina conosciuta dieci anni prima sul set di Star Academy. Nasce una storia d'amore, si sposano e la coppia ha un figlio nato a luglio 2013, Oscar. Si sono separati nel 2018.
Nel luglio 2021 ha sposato Claire Francisci a Mont-Saint-Michel.

## Filmografia

### Cinema
- Une vie meilleure, regia di Cédric Kahn (2011)
- L'oncle Charles, regia di Étienne Chatiliez (2012)
- Love Is in the Air: Turbolenze d'amore (Amour & turbulences), regia di Alexandre Castagnetti (2013)
- Les profs, regia di Pierre-François Martin-Laval (2013)
- Les profs 2, regia di Pierre-François Martin-Laval (2013)
- Adopte un veuf, regia di François Desagnat (2016)
- Due fidanzati per Juliette (L'embarras du choix), regia di Éric Lavaine (2017)
- Speed/Dating, regia di Daniel Brunet e Nicolas Douste (2017) - corto
- Les Ex, regia di Maurice Barthélemy (2017)
- Les nouvelles aventures de Cendrillon, regia di Lionel Steketee (2017)
- Famiglia allargata (Les Dents, pipi et au lit), regia di Emmanuel Gillibert (2018)
- Gaston Lagaffe, regia di Pierre-François Martin-Laval (2018)
- Monsieur je-sais-tout, regia di Stéphan Archinard e François Prévôt-Leygonie (2018)
- Mine de rien, regia di Mathias Mlekuz (2020)
- Il club dei divorziati (Divorce Club), regia di Michaël Youn (2020)
- Tendre et saignant, regia di Christopher Thompson (2021)
- Le Visiteur du futur, regia di François Descraques (2022)

### Televisione
- Bonne fête - Serie TV (2005)
- Fortunes - Film TV (2008)
- Adieu De Gaulle adieu - Film TV (2009)
- Bob Ghetto - Serie TV, 2 episodi (2010)
- Caméra Café - Serie TV, 1 episodio (2010)
- Un divorce de chien - Film TV (2010)
- A vos caisses! - Film TV (2010)
- Fortunes - Serie TV, 7 episodi (2011)
- Le chant des sirènes - Film TV (2011)
- Benjamin Lebel - Delitti D.O.C. - Serie TV, episodio 1x03 (2012)
- T'as rien de mieux à faire?! - Serie TV, 4 episodi (2010-2012)
- La planète des cons - Film TV (2012)
- Manipulations - Film TV (2013)
- C'est la crise - Serie TV, 11 episodi (2013)
- L'attaque - Serie TV, 3 episodi (2013)
- Fais pas ci, fais pas ça - Serie TV, episodio 6x01 (2013)
- Genitori - Istruzioni per l'uso (Parents - Mode d'emploi) - Serie TV, 7 episodi (2013-2019)
- Enfin te voilà! - Serie TV, episodio 1x12 (2014)
- Parents mode d'emploi, le film: Avis de turbulences sur la famille Martinet - Film TV (2016)
- ForesTiVi - Serie TV, 1 episodio (2019)
- Un homme ordinaire - Miniserie TV, 4 episodi (2019-2020)
- Pourquoi je vis - Film TV (2020)
- Capitaine Marleau - Serie TV, episodio 4x01 (2021)
- Mensonges - Miniserie TV, 6 episodi (2021)
- Ils s'aiment... enfin presque! - Film TV (2022)
- Le Remplaçant - Serie TV, 2 episodi (2022)
- Encore vous? - Serie TV, episodio 1x06 (2022)
- Tous Inconnus - Film TV (2022)
- Le grand restaurant - Serie TV, episodio 1x04 (2022)

### Sceneggiatore
- YouHumour - Serie TV, 13 episodi (2011-2017)
- Montreux Comedy - Serie TV, 1 episodio (2023)

### Teatro
- Monty Python's Spamalot, diretto da Pierre-François Martin-Laval (2010-2013)
- Pareil… mais en mieux, diretto da Karim Adda (2012)
- Je m'rends, diretto da Karim Adda (2012-2013)
- Arnaud Ducret vous fait plaisir, diretto da Etienne De Balasy (2014-2016)